# Musée Edison
 (octobre 2015).
Le Musée Edison (en anglais Edison Museum), est un musée des sciences et de l'histoire sur la vie et les inventions de Thomas Edison, il est situé à 350 Pine street, Beaumont au Texas.